# Alizée en concert
Alizée en concert è un album dal vivo della cantante pop francese Alizée registrato durante il tour eseguito dalla cantante dopo la pubblicazione del secondo album, Mes courants électriques.
È stato pubblicato per l'etichetta discografica Polydor il 18 ottobre 2004 insieme a un DVD contenente le performance live e anche alcuni contenuti speciali come il viaggio dell'artista in Giappone, un servizio fotografico e il dietro le quinte dei video girati per la promozione dei suoi singoli.
Dopo il successo degli album in studio della cantante ottenuto in Messico quest'album è stato pubblicato anche in quella nazione nei primi mesi del 2007.

## Tracce
1. Intralizée
2. L'alizé
3. Hey! Amigo!
4. Toc de mac
5. J'en ai marre!
6. Lui ou toi
7. Gourmandises
8. Mon maquis
9. J.B.G.
10. Moi... Lolita
11. Amélie m'a dit
12. Parler tout bas
13. C'est trop tard
14. Youpidou
15. Tempête
16. À contre-courant

- Test: Mylène Farmer
- Musica: Laurent Boutonnat & Loïc Pontieux
- Produzione: Requiem Publishing

## DVD internazionale
- Regia: Pierre Stine
- Testi: Mylène Farmer
- Musica: Laurent Boutonnat (Except"Intralizée" music by Loïc Pontieux)
- Produttore: Requiem Publishing

### Tracce
1. Intralizée
2. L'alizé
3. Hey! Amigo!
4. Toc de mac
5. J'en ai marre!
6. Lui ou toi
7. L'E-mail a des ailes
8. Gourmandises
9. Mon maquis
10. J.B.G.
11. Moi... Lolita
12. Amélie m'a dit
13. Parler tout bas
14. C'est trop tard
15. Youpidou
16. Tempête
17. À contre-courant
18. J'ai pas vingt ans
19. Générique de fin

### Bonus
1. Clip "Amélie m'a dit" (Live)
2. En repetition.
3. Alizée au Japon
4. Sur le tournage de "L'Alizé"
5. Sur le tournage de "J'en ai marre!"
6. Spots "Alizée en concert"

## Classifiche
| Paese             | Posizione massima |
| ----------------- | ----------------- |
| Messico           | 8                 |
| Francia           | 38                |
| Belgio (Vallonia) | 70                |